# Pseudastylopsis
Pseudastylopsis is een kevergeslacht uit de familie van de boktorren (Cerambycidae). De wetenschappelijke naam van het geslacht werd voor het eerst geldig gepubliceerd in 1956 door Dillon.

## Soorten
Pseudastylopsis omvat de volgende soorten:
- Pseudastylopsis nebulosus (Horn, 1880)
- Pseudastylopsis nelsoni Linsley & Chemsak, 1995
- Pseudastylopsis pini (Schaeffer, 1905)
- Pseudastylopsis squamosus Chemsak & Linsley, 1986